# Château de Wissekerke
Ne doit pas être confondu avec Wissekerke.
Le château de Wissekerke est un château belge situé à Bazel.
Il est caractérisé par un pont suspendu en fer forgé qui est le plus ancien pont de ce type subsistant en Europe et est l'œuvre de l'architecte Jean-Baptiste Vifquain (1824).